# Northupita
La northupita és un mineral de la classe dels carbonats que pertany i dona nom al grup de la northupita. Rep el seu nom en honor de Charles Henry Northup II (1861-?), un botiguer de San José (Califòrnia), que va trobar els primers exemplars d'aquesta espècie mineral.

## Característiques
La northupita és un carbonat de sodi i magnesi de fórmula química Na₃Mg(CO₃)₂Cl. Cristal·litza en el sistema isomètric en forma d'octàedres que mesuren fins a 2 cm i també forma de masses globulars. La seva duresa a l'escala de Mohs és de 3,5 a 4. Existeix una sèrie de solució sòlida completa formada per materials artificials entre la northupita i la tiquita.
Segons la classificació de Nickel-Strunz, la nortupita pertany a «05.BF - Carbonats amb anions addicionals, sense H₂O, amb (Cl), SO₄, PO₄, TeO₃» juntament amb els següents minerals: ferrotiquita, manganotiquita, tiquita, bonshtedtita, bradleyita, crawfordita, sidorenkita, daqingshanita-(Ce), reederita-(Y), mineevita-(Y), brianyoungita, filolitita, leadhil·lita, macphersonita i susannita.

## Formació i jaciments
La northupita és un mineral rar, format probablement entre 20 °C i 50 °C, com a dipòsits lacustres o a gran profunditat en el fang i l'argila; pot ser un mineral primari o una substitució de minerals salins anteriors. Va ser descoberta l'any 1895 al llac Searles, al Comtat de San Bernardino (Califòrnia, Estats Units). També ha estat trobada a Hut Poin, a l'illa de Ross (Antàrtida); a Albersee i Südlicher Stinkersee, a Seewinkel (Burgenland, Àustria); la mina Tuzla, al cantó de Tuzla (Federació de Bòsnia i Hercegovina, Bòsnia i Hercegovina); a Egipte; a la mina Recsk, a les muntanyes Matra (Comtat de Heves, Hongria); a Daldyn, a la República de Sakhà (Districte Federal de l'Extrem Orient, Rússia); al llac Katwe, al Districte de Kasese (Uganda); i en múltiples indrets dels Estats Units, Ucraïna i la Xina.
Sol trobar-se associada a altres minerals com: tiquita, pirssonita, shortita, trona, gaylussita, labuntsovita, searlesita, norsethita, loughlinita, pirita i quars.

## Grup de la northupita
El grup de la northupita està integrat per quatre espècies de carbonats de sodi que cristal·litzen en el sistema cúbic o isomètric amb cations addicionals divalents de ferro, magnesi o manganès i sulfat o clorur com anió addicional.
| Espècie        | Fórmula              |
| -------------- | -------------------- |
| Ferrotiquita   | Na₆Fe2+ 2(CO₃)₄(SO₄) |
| Manganotiquita | Na₆Mn₂(CO₃)₄(SO₄)    |
| Northupita     | Na₃Mg(CO₃)₂Cl        |
| Tiquita        | Na₆Mg₂(CO₃)₄(SO₄)    |